# Antiope (planetoïde)
(90) Antiope is een dubbelplanetoïde in de planetoïdengordel tussen de banen van de planeten Mars en Jupiter. Antiope bestaat uit twee ongeveer even grote objecten, beide met een diameter van ongeveer 86 km. Het systeem voltooit in 5,60 jaar een omloop rond de zon, in een ellipsvormige baan. De minimale afstand tot de zon tijdens een omloop is 2,661 AE, de maximale afstand 3,649 AE.

## Ontdekking en naam
Antiope werd op 1 oktober 1866 ontdekt door de Duitse sterrenkundige Robert Luther. Luther ontdekte tussen 1852 en 1890 in totaal 24 planetoïden.
Antiope is genoemd naar de Romeinse godin van fruit en overvloed, Antiope.
Op 10 augustus 2000 werd door sterrenkundigen van het Keck-observatorium op de Mauna Kea in Hawaï ontdekt dat Antiope een dubbelplanetoïde is.

## Eigenschappen
Beide objecten zijn een C-type planetoïdes, wat betekent dat ze een relatief donker oppervlak hebben dat rijk is in organische verbindingen. De twee planetoïdes draaien in 16,5 uur om een gezamenlijk massamiddelpunt. De as van deze rotatie is gericht naar de ecliptische coördinaten (β, λ) = (200°, 38°) met een onzekerheid van 2°. Dat betekent dat het baanvlak van de rotatie rond het gezamenlijk middelpunt ongeveer 63° helt ten opzichte van de baan om de zon.
Antiope is een lid van de Themisfamilie, een groep planetoïden die ontstaan zijn bij dezelfde inslag of botsing. Beide objecten hebben een relatief lage dichtheid en daarom vermoedelijk een hoge porositeit (het zijn zogenaamde rubble piles). De oorzaak kan een grote inslag zijn, waarbij de twee delen ook gescheiden raakten.